# The Shot

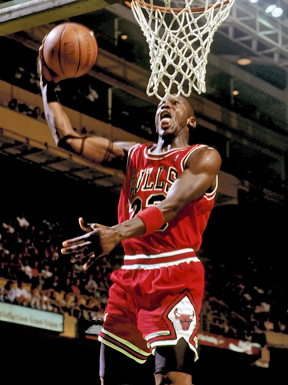
Michael Jordan lors de la saison NBA 1987-1988.

The Shot (« le Tir ») est le nom donné au tir gagnant (buzzer beater) réalisé par Michael Jordan le 7 mai 1989, au Coliseum at Richfield de Cleveland (Ohio). Considéré comme l'un des moments marquants de la carrière de Jordan, The Shot est également considéré comme l'un des évènements les plus notables de l'histoire du basket-ball.
Opposés aux Cavaliers de Cleveland au premier tour des playoffs de la Conférence Est 1989, les Bulls de Chicago remportent le match 5 à la dernière seconde grâce à un tir de Jordan devant le défenseur Craig Ehlo. Chicago se qualifie ainsi pour le tour suivant, le premier tour des playoffs se disputant alors en cinq manches. Jordan inscrit un total de 44 points, neuf rebonds et six passes.

## Contexte
Les Cavaliers sont alors considérés comme l'une des équipes les plus prometteuses de la ligue. Ils ont remporté leurs six rencontres contre les Bulls en saison régulière (« sweep »), dont la dernière sur un score de 90 à 84 alors que les quatre meilleurs joueurs de l'équipe n'ont pas joué (Ron Harper, Mark Price, Brad Daugherty et Larry Nance). Cleveland dispose en outre d'un meilleur bilan en saison régulière (57 victoires et 25 défaites), se trouvant à la troisième position de la Conférence Est, alors que Chicago n'occupe que la sixième (47 victoires et 35 défaites). La victoire des Bulls, de surcroît en l'absence de Craig Hodges, Horace Grant et Scottie Pippen, paraît alors improbable.

## Le tir
Au cours du match, Craig Ehlo, chargé du marquage de Michael Jordan, s'approche de lui lors d'un temps mort et tente de le déstabiliser par du trash-talking : « Mr. Jordan, I can't let you score » (« Monsieur Jordan, je ne peux pas vous laisser marquer »). Jordan lui sourit et ne répond pas.
Michael Jordan inscrit un tir à six secondes de la fin du match, qui donne l'avantage aux Bulls (99-98). Les Cavaliers prennent un temps mort. Craig Ehlo effectue une touche au profit de Larry Nance, qui lui repasse immédiatement la balle. Ehlo court vers le panier et inscrit un lay-up pour mener 100 à 99, avec trois secondes restantes. Lors des touches, Jordan était défendu par Ehlo et Nance : il choisit dans un premier temps de partir à droite vers Ehlo, puis revient soudainement vers la gauche, surprenant Nance et obtenant ainsi la passe de son coéquipier Brad Sellers. Jordan court vers le panier et inscrit un tir au niveau de la ligne des lancers francs à la dernière seconde, malgré une tentative de retour d'Ehlo, complètement dépassé.
Jordan exulte le poing en l'air, hurlant « It's over ! » (« C'est fini ! »), tandis que l'entraineur Doug Collins saute dans les bras de son assistant, Phil Jackson.

« Je n'ai pas vu la balle entrer dans le panier, mais j'ai tout de suite senti la réaction de la salle — silencieuse — et compris que j'avais réussi mon tir »

— Michael Jordan

## Conséquences
Bien que les Chicago Bulls perdent 4 à 2 en finale de conférence contre les Pistons de Détroit, cette victoire marque l'avènement de Michael Jordan et son équipe au plus haut niveau du championnat. Il s'agit en outre du premier buzzer beater notable de Michael Jordan, qui en inscrira une vingtaine d'autres durant sa carrière.
Lors du match 4 des demi-finales de la Conférence Est 1993, Jordan inscrit un nouveau tir au buzzer à Cleveland, parfois surnommé « The Shot II », qui offre la victoire de la série à son équipe.
Craig Ehlo, défenseur malheureux de Jordan, a poursuivi sa carrière durant une dizaine d'années mais est resté profondément marqué par cette défaite,.

## The Shot II
Quatre ans plus tard, le 17 mai 1993, Michael Jordan élimine de nouveau les Cavaliers au buzzer en demi-finales de conférence face cette fois à Gerald Wilkins. Ce tir décisif est cependant nettement moindre en intensité dramatique car les deux équipes étaient à égalité (101-101) au moment du tir : alors qu'en 1989 les Bulls étaient menés, un échec de Jordan aurait signifié une prolongation. De plus, ce tir réussi élimine 4-0, alors que The Shot ponctuait le match décisif de la série.